# Euclides da Cunha
Pour les articles homonymes, voir Euclides da Cunha (homonymie).
Euclides da Cunha, est un écrivain, sociologue, journaliste et ingénieur brésilien né le 20 janvier 1866 à Cantagalo et mort le 15 août 1909 à Rio de Janeiro.
De double formation militaire et d’ingénieur, il se détourna de l’armée, exerça comme journaliste pendant un temps — assistant notamment, en qualité de correspondant de guerre, à la quatrième expédition de la guerre de Canudos, campagne de répression menée en 1869-1897 contre un village rebelle dans l'arrière-pays de Bahia —, puis choisit d’embrasser la carrière d’ingénieur. À partir de ses expériences à Canudos, il rédigea dans les années suivantes un vaste ouvrage, intitulé Os Sertões (1902, trad. fr. Hautes Terres), dans lequel il relate non seulement les péripéties militaires du conflit, mais s’attache également à en exposer tous les tenants et aboutissants mésologiques, historiques, ethnologiques, etc., dans un style d’écriture très personnel alliant méticulosité scientifique, lyrisme et souffle épique ; rebelle à toute catégorisation, ce livre connut pourtant un retentissement considérable et devint l’un des maîtres livres de la littérature brésilienne. Da Cunha remplit ensuite une mission d’exploration en Amazonie, dont il rendra compte dans l’essai Peru versus Bolívia, et qui l’éloigna du foyer pendant plus d’un an ; l’auteur périt tragiquement lors d’un échange de coups de feu avec l’amant de sa femme.

## Biographie

### Jeunes années et collège
Euclides da Cunha naquit à la fazenda (domaine agricole) Saudade, dans le hameau de Santa Rita do Rio Negro (rebaptisé depuis Euclidelândia), appartenant à la commune de Cantagalo, dans ce qui était alors la province de Rio de Janeiro. La fazenda Saudade était l’une des plantations de café de la région, alors très prospères, dont son père assurait la comptabilité. Orphelin de mère à l’âge de trois ans, il fut amené à quitter Cantagalo et à habiter la maison de proches parents à Teresópolis, São Fidélis et Rio de Janeiro. En 1883, il entra au collège Aquino, où il fut l’élève de Benjamin Constant de Magalhães, qui laissa une forte empreinte dans sa formation en l’introduisant à la philosophie positiviste et scientiste ; de façon générale, tant les milieux scolaire et universitaire que militaire étaient alors fortement imprégnées de l’idéologie de progrès, de renouveau, de démocratie et de modernité. C’est pendant ses années de collège qu’il publia ses premiers articles, dans le journal O Democrata (litt. le Démocrate), fondé par lui-même et ses condisciples. En 1885, il s’inscrivit à l’École polytechnique, et l’année suivante à l’École militaire de Praia Vermelha (où les cours étaient gratuits, et donc accessibles à un jeune homme peu fortuné comme lui), où il retrouva Benjamin Constant comme son professeur,.

### Cadet républicain et rupture avec l’institution militaire

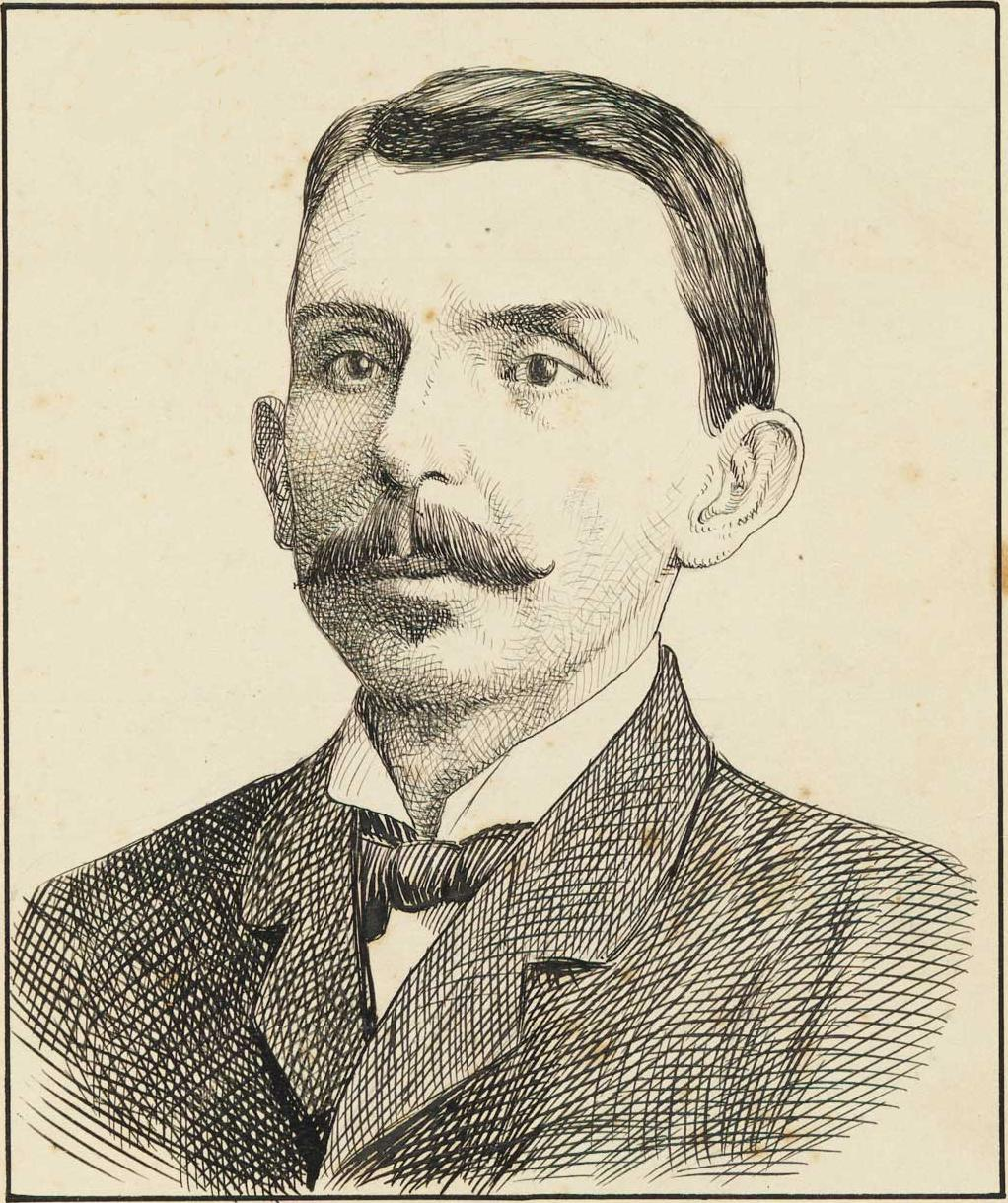
Euclides da Cunha.

Son ardeur républicaine, que lui avaient communiquée ses condisciples et Benjamin Constant de Magalhães, conduira Da Cunha à provoquer, le 4 novembre 1888, un esclandre retentissant en lançant, à l’occasion d’une revue des troupes, son épée aux pieds du ministre de la Guerre Tomás Coelho, membre du dernier cabinet ministériel conservateur — c’est le fameux épisode du sabre. La presse rapporta le geste, qui fit l’objet de discussions au sénat, et il fut même question de fermer l’École militaire. Da Cunha, taxé d’hystérisme, fut incarcéré et hospitalisé sur ordre du ministre. La direction de l’École militaire tenta d’imputer cet acte intempestif à la « fatigue consécutive à l’excès d’étude », mais Euclides récusa cette interprétation, réitérant au contraire ses convictions républicaines, et dut à l’intervention de son père et de son oncle de ne pas subir de procès et de devoir seulement comparaître devant le conseil de discipline. En décembre 1888, il fut exclu de l’École militaire, décida de quitter l’armée et se rendit à São Paulo deux jours après. Là, il contribua activement à la propagande républicaine dans le journal A Província de S. Paulo, ultérieur O Estado de S. Paulo, sous le pseudonyme de Proudhon.
À la Proclamation de la république, le 15 novembre 1889, il fut réintégré dans l’armée, bénéficiant d’un avancement. Il entama des études à l’École supérieure de guerre, où il acquit le grade de premier lieutenant et le titre de bachelier en mathématiques, sciences physiques et naturelles. Auparavant, le lendemain de la proclamation de la république, invité et accueilli comme un héros au salon du major Sólon Ribeiro, qui avait joué un rôle de premier plan dans le changement de régime, il fit la connaissance de la fille de celui-ci, Ana Emília Ribeiro, alors âgée de 14 ans, qu’il épousera en septembre 1890, et de qui il aura quatre enfants : une fille, décédée en bas âge, puis trois fils, Sólon, Euclides et Manuel Alfonso.
Peu attiré par la carrière politique, moins encore par la carrière militaire, et désenchanté par le tournant autoritaire du nouveau régime républicain, il quitta l’École de guerre en 1891, en dépit de l’opposition de son beau-père, et fut nommé ingénieur des travaux publics à São Paulo, puis, en 1893, sut se faire embaucher par la compagnie ferroviaire Estrada de Ferro Central do Brasil. Entre-temps, il s’était lancé dans la lecture du Facundo de l’Argentin Domingo Faustino Sarmiento, ouvrage qui sera d’une influence déterminante lors de la rédaction future de Os Sertões (titre fr. Hautes Terres), et également de Teoria do Socialismo, du sociologue et politicien socialiste (parfois qualifié aussi de protofasciste) portugais Oliveira Martins, qui estimait e.a. que les peuples issus de noirs ou d’indiens étaient inaptes au progrès.

### Canudos et rédaction deHautes Terres

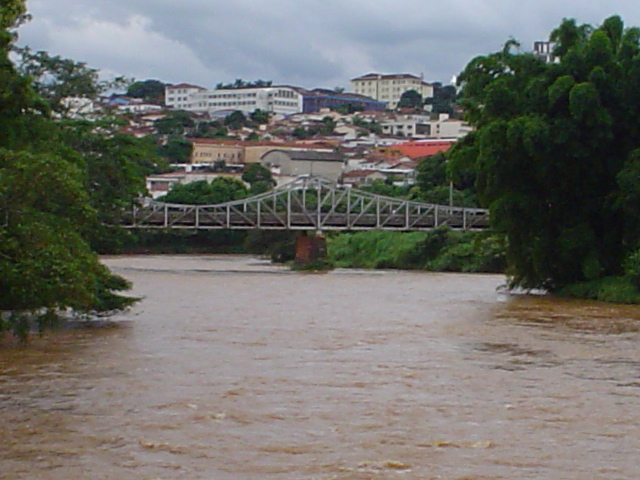
Le pont Euclides da Cunha sur la rivière Rio Pardo à São José do Rio Pardo.

Au début de la quatrième expédition de la guerre de Canudos, qui eut lieu en 1897, Euclides da Cunha, préoccupé par une possible contre-révolution monarchiste, écrivit deux articles, pareillement intitulés A nossa Vendeia (litt. Notre Vendée), pour le journal O Estado de S. Paulo, qui parurent le 14 mars et le 17 juillet, et dans lesquels il dressa un parallèle entre la Vendée et les arrière-pays de Bahia, entre les landes et les caatingas (paysage et végétation caractéristiques du Nordeste), entre les Chouans et les jagunços (bandits ou rebelles armés), décelant dans ces deux soulèvements un dessein semblable, savoir : combattre la république pour restaurer la monarchie. Ces deux articles en tout cas lui valurent de se voir proposer par ce même journal de faire le compte rendu, en qualité de correspondant de guerre, de la phase finale du conflit. Comme nombre de républicains à l’époque, il considérait donc que le mouvement d’Antônio Conselheiro avait comme projet de restaurer la monarchie au Brésil et qu’il recevait des appuis de monarchistes à l’étranger et dans le pays même ; aussi, dans le premier des articles qu’il expédia au journal, Da Cunha manifesta-t-il encore de franches convictions républicaines et même militaristes, mais ses contributions suivantes devinrent progressivement plus vagues et plus brèves. Cependant, peu avant la fin de la campagne militaire, Da Cunha, tombé malade, dut revenir du Nordeste.
À Canudos, Euclides da Cunha avait adopté un jaguncinho (diminutif de jagunço) nommé Ludgero, auquel il fait allusion dans son carnet de campagne. Affaibli et souffrant, l’enfant fut emmené à São Paulo, où Da Cunha le confia à un de ses amis, l’éducateur Gabriel Prestes ; l’enfant fut alors rebaptisé Ludgero Prestes.
Da Cunha fera des événements de Canudos, avec plusieurs années de recul, la matière de son chef-d’œuvre, Hautes Terres, un des maîtres livres de la littérature brésilienne. Il s’attela à sa rédaction dès son retour, dans la propriété de son père à São Carlos de Pinhal d’abord, ensuite à São José do Rio Pardo, dans l’État de São Paulo, où il avait été chargé de diriger la construction d’un pont d’acier sur la rivière Rio Pardo, lequel pont existe encore et porte son nom.
Si Euclides da Cunha avait des convictions socialistes, s’il est vrai qu’il choisit le côté des opprimés, des exploités et des victimes de l’injustice, s’il est vrai aussi qu’une nouvelle organisation socialiste, le Clube Internacional - Filhos do Trabalho, fut fondé par quelques-uns de ses érudits amis (Francisco de Escobar, Inácio de Loyola Gomes da Silva, Mauro Pacheco etc.), il ne fut toutefois pas un militant socialiste, eut toujours soin au contraire de se tenir à l’écart des célébrations socialistes — notamment des festivités du 1er mai qui commençaient à prendre pied bruyamment à São José, à l’initiative de travailleurs immigrés italiens — et ne fut certes pas, comme cela a été admis par beaucoup pendant longtemps, le fondateur du parti socialiste brésilien, ni l’auteur du manifeste de ce parti en 1901, ni collaborateur au journal O Proletário.

### Expédition en Amazonie
En août 1904, Da Cunha fut nommé chef de la commission mixte brésilo-péruvienne de reconnaissance du haut cours du Rio Purus, dont l’objectif était d’amener le Brésil et le Pérou à coopérer dans la fixation de leur frontière commune. Cette expérience donnera lieu à un ouvrage posthume, À Margem da História, où il dénonçait notamment l’exploitation des hévéas dans la forêt amazonienne. Da Cunha était parti de Manaus pour se rendre aux sources du Purus, y arrivant dans un état dolent en août 1905. Tout en poursuivant ses investigations de bornage, il écrivit en même temps l’essai Peru versus Bolívia, publié en 1907. Il rédigea, toujours lors de ce même voyage, le texte Judas-Ahsverus, œuvre à la fois philosophique et profondément poétique.
Pour effectuer ce long périple, qui se prolongera du 13 décembre 1904 au 1er janvier 1906, Da Cunha, qui ne s’était guère jusqu’ici préoccupé de sa famille, restera donc absent du foyer conjugal pendant plus d’une année. Célèbre certes, mais désargenté, il ne laissa à sa femme, alors âgée de 29 ans, d’autre ressource que de confier ses deux fils aînés à un internat et de s’établir avec le fils cadet dans une pension à Rio de Janeiro, en colocation avec une sienne amie, Lucinda Rato.

### Retour à Rio
De retour d’Amazonie, Da Cunha prononça une conférence intitulée Castro Alves e seu tempo, préfaça les livres Inferno verde, d’Alberto Rangel, et Poemas e canções, de Vicente de Carvalho.
Il fut élu le 21 septembre 1903 au siège no 7 de l’Académie brésilienne des lettres, succédant à Valentim Magalhães, et fut reçu le 18 décembre 1906 par l’académicien Sílvio Romero.
Aspirant à une vie plus stable, incompatible avec une carrière d’ingénieur, Da Cunha participa au concours organisé en vue de pourvoir la chaire de logique au collège Pedro II de Rio. Le philosophe Farias Brito obtint la première place, mais la loi prévoyait que le président de la république choisît un candidat parmi les deux premiers classés ; grâce à l’intercession d’amis, c’est Euclides da Cunha qui fut nommé au poste. Après la mort de Da Cunha, Farias devait lui succéder à cette même chaire.

### Fin tragique

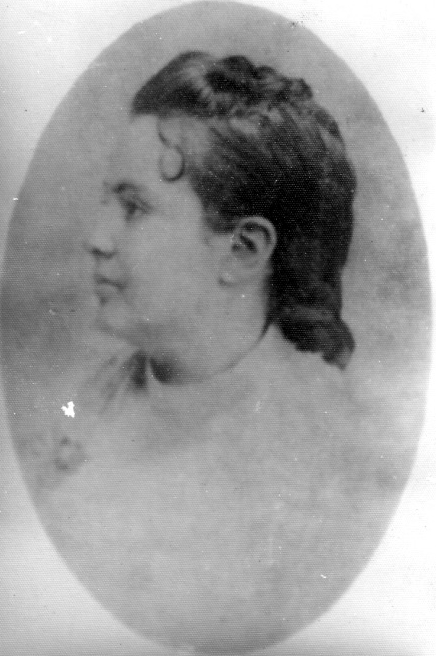
Ana Emilia Ribeiro, épouse de Da Cunha.

En septembre 1905, l’épouse d’Euclides da Cunha, mieux connue aujourd’hui comme Anna de Assis, fit la rencontre, dans la pension de Rio de Janeiro, d’un jeune cadet blond de l’École militaire, âgé de 17 ans, élancé, Dilermando de Assis, neveu de Lucinda Rato. Devenue sa maîtresse, et ayant loué une maison dans le voisinage, elle tomba enceinte de lui, ce qu’elle n’osa révéler à son mari, lorsque celui-ci fut de retour d’Amazonie le 1er janvier 1906. Elle avoua à son mari une infidélité spirituelle avec Dilermando, mais vit sa proposition de divorcer rejetée par Da Cunha.
Après s’être efforcé de cacher sa grossesse, et tandis que Da Cunha, qui était atteint de tuberculose  et avait des crises d’hémoptysie, continuait à recevoir Dilermando comme si de rien n’était, Ana donna le jour, le 19 juillet 1906, à un fils, Mauro ; Euclides le reconnut comme sien, mais enferma sa femme dans sa chambre et lui interdit de le voir. Le nourrisson cependant mourut une semaine plus tard.
Ana ensuite continua de voir secrètement son amant, et donna naissance à un second fils de Dilermando, Luiz, dont Da Cunha derechef reconnut la paternité en lui donnant son patronyme, quoiqu’il appelât l’enfant « un épi de maïs dans ma plantation de café », pour être l’unique blond dans une famille de bruns.
L’affaire dégénéra en tragédie le 15 août 1909: Euclides da Cunha pénétra armé dans le logis de Dilermando de Assis, se déclarant prêt à tuer ou à mourir. En présence d’Ana, de Sólon et du petit Luiz, Da Cunha tire deux coups de feu sur De Assis, puis blesse au cou le frère de celui-ci, qui s’était précipité pour tenter de le désarmer. Euclides tire une troisième fois sur Dilermando, mais celui-ci riposte et le blesse mortellement par une balle en pleine poitrine.
Dilermando, qui n’avait subi que des blessures légères, fut incarcéré mais put quitter la prison le 5 mai 1911, ayant finalement été acquitté à l’issue d’un procès devant une cour de justice militaire. Il épousera peu après Anna, mais fera une nouvelle fois l’objet, le 4 juillet, d’une tentative (avortée) d’assassinat par l’un des fils d’Euclides, qui voulut venger son père, mais périt lui-même dans l’échange de coups de feu,,,.
Le corps d’Euclides fut veillé à l’Académie brésilienne des lettres. Le médecin et écrivain Afrânio Peixoto, qui avait dressé son acte de décès, devait ultérieurement occuper son siège à l’Académie.

### Semaines euclidienneset autres hommages
Da Cunha vécut entre 1898 et 1901 dans la ville de São José do Rio Pardo, où il travailla à l’édification d’un pont, et où il employa ses heures de loisir à rédiger sa première œuvre, Os Sertões. En commémoration de cette circonstance, la ville organise chaque année, entre les 9 et 15 août, une Semana Euclidiana, par laquelle elle tente d’attirer des visiteurs en se présentant comme le berceau d’Os Sertões.
Ce livre fut achevé et publié alors que l’écrivain résidait à São Carlos, où il était chef du service des travaux publics entre 1901 et le milieu de 1903. Ce séjour de l’auteur a motivé la tenue annuelle d’une Semana Euclidiana dans cette ville également.
Enfin, à Cantagalo, ville natale de Da Cunha, le souvenir de l’écrivain est maintenu vivant à travers un ensemble de manifestations et sous la forme d’un musée voué à Euclides et à son œuvre. En 2009, centenaire de sa mort, fut organisé dans la ville le Seminário Internacional 100 anos sem Euclides (Séminaire international 100 ans sans Euclides). L’année suivante fut fondée le centre culturel Ponto de Cultura Os Serões do Seu Euclides, qui regroupe le Cinéclub Da Cunha et les Archives mémoriales Amélia Tomás, qui avaient été des piliers du projet 100 Anos Sem Euclides.

## Œuvre

### Hautes Terres (Os Sertões)

#### Genèse et réception

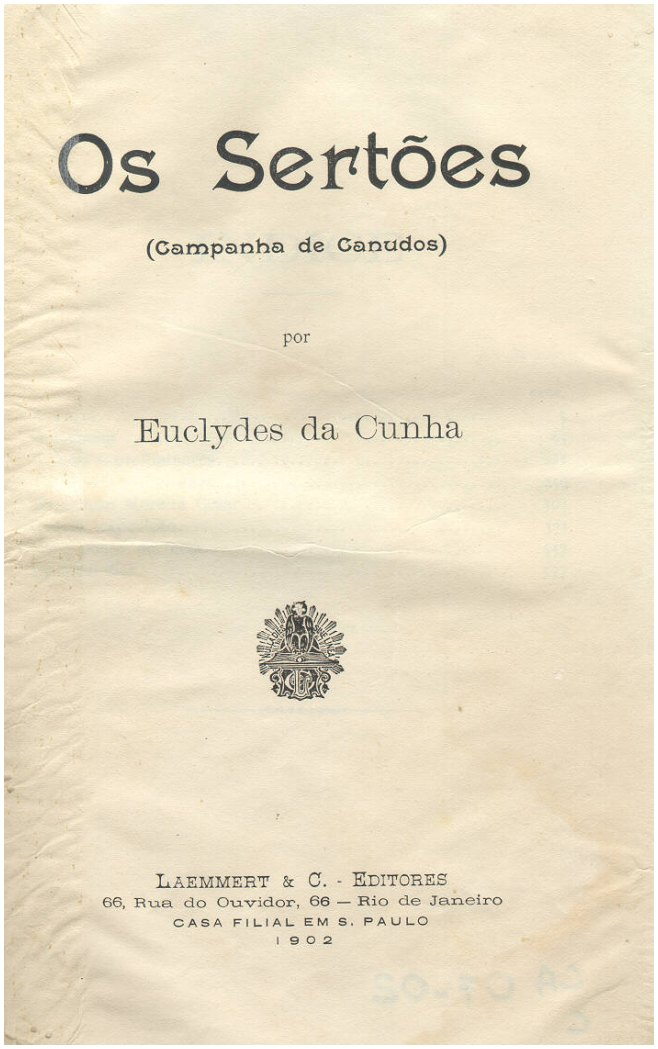
Page de titre d’Os Sertões (1902)

Euclides da Cunha quitta Canudos quatre jours avant la fin de la quatrième et dernière expédition de la dénommée guerre de Canudos, menée par l’armée brésilienne contre une colonie rebelle dans le nord-est de l’État de Bahia, et n’assista donc pas au dénouement dudit conflit au début octobre 1897. De passage à Rio, il publia dans O Jornal do Comércio le plan d’un futur ouvrage, À nossa Vendéia (Notre Vendée), qui comporterait deux parties, la Nature et l’Homme. En octobre, se retrouvant à São Paulo, il donna, le 26 du mois, le dernier de ses articles de la série Diário de uma expedição (Carnet d’une expédition), pour le compte du journal O Estado de S. Paulo. Il rassemblera, en plus de ses notes personnelles prises sur le vif, tout le matériel nécessaire pour élaborer au sujet de ces événements, durant les trois à quatre années qui suivirent, un ouvrage qui fera date dans l’histoire des lettres brésiliennes, Os Sertões: campanha de Canudos (1902 ; trad. fr. sous le titre Hautes Terres. La guerre de Canudos).
Ce livre, dont le pluriel du titre devait souligner la diversité naturelle du monde du sertão qu’il allait décrire et en traduire le caractère insaisissable, fut écrit « dans les rares moments de loisir d’une carrière fatigante », alors que l’auteur se trouvait à São José do Rio Pardo, en compagnie de sa femme et de ses enfants, à diriger le démontage et la reconstruction d’un pont de fer qui venait de s’écrouler (50 jours après son inauguration).
En juin 1899, il donna lecture de passages du livre lors de soirées entre amis. Il semble que le livre, qui fut à 80% rédigé à São José, ait été fin prêt en mai 1900, et envoyé pour en confectionner une copie à un calligraphe et copiste. Peu auparavant, il avait encore fait paraître un article dans Revista Brasileira, intitulé A Guerra do Sertão.
En octobre 1902, le livre fit l’objet d’un premier tirage ; cependant, en examinant, dans la maison d’édition Laemmert à Rio de Janeiro, cette première livraison, Euclides y décela plusieurs erreurs ; embarrassé, perfectionniste, il entreprit alors de corriger patiemment, au canif et à l’encre de Chine, les quelque 80 coquilles sur chacun des mille ou deux mille exemplaires de la 1re édition.
La publication de ce livre, qui connut de multiples rééditions, valut à son auteur, outre une renommée internationale dès sa parution, les honneurs de l’Académie brésilienne des lettres (ABL) et de l’Institut historique et géographique du Brésil (IHGB). En France, où une première traduction française était disponible en 1951 (sous le titre les Terres de Canudos, Paris, Julliard ; à Rio dès 1947), le retentissement du livre fut moindre, même si Jean Jaurès l’avait lu dans l’original et prononça, comme il se trouvait au Brésil en 1911, une conférence à son propos, et même si Blaise Cendrars comptait parmi ses admirateurs, déclarant qu’il en eût donné une traduction s’il n’avait pas été devancé par celle de 1947. Jorge Luis Borges fit mention de l’ouvrage, ainsi que d’Antônio Conselheiro, dans une nouvelle du recueil Fictions, Trois Versions de Judas. Il fut fort apprécié du poète américain Robert Lowell.
Mario Vargas Llosa, qui participait en 1972 avec le metteur en scène portugais Ruy Guerra à un projet cinématographique ayant pour sujet la guerre de Canudos, fut amené, pour se documenter, à lire Hautes Terres, directement en portugais, et devait plus tard en tirer la matière de son roman la Guerre de la fin du monde ; à ce propos, il déclara : 
« Pour moi, ce fut l’une des grandes expériences de ma vie de lecteur. (…). Ce fut la rencontre avec un livre très important, comme une expérience fondamentale. J’en restai ébloui. Le livre me parut un des grands livres qui avaient été écrits en Amérique latine. (…). Sa valeur tient à beaucoup de choses, mais surtout à ceci que c’est comme un traité de latino-américanisme ; c'est-à-dire que dans ce livre, l’on découvre ce qui n’est pas l’Amérique latine. L’Amérique latine n’est pas tout ce que nous avons importé. Ce n’est pas non plus l’Afrique, ce n’est pas l’Amérique préhispanique ou les communautés indigènes, en même temps, c’est tout cela mélangé, coexistant d’une manière très âpre, très difficile, violente parfois. »

#### Thèse générale de l’ouvrage
Dans cet ouvrage, Da Cunha rompit totalement avec son point de vue antérieur, c'est-à-dire avec l’idée préconçue et généralement admise qui voulait que Conselheiro caressât un dessein politique et que le mouvement de Canudos fût une tentative, pilotée à distance par les monarchistes, de restaurer le régime impérial au Brésil. S’étant avisé en effet que la société du sertão était radicalement différente de celle du littoral, et que la réalité des terres de l’intérieur correspondait fort peu aux représentations que l’on s’en faisait habituellement dans les villes, il fut amené à réinterpréter le conflit pour en faire, ainsi qu’il le précise dans sa note préliminaire, une variante du sujet général qui le préoccupe désormais, à savoir : la guerre de civilisation ayant alors cours au Brésil. La guerre de Canudos, dépouillée du sens politique qui lui fut à tort donné initialement, ce sont deux mondes, deux civilisations, deux ères de l’histoire qui se font face. Tout en se proposant de faire découvrir la culture et le mode de vie particuliers du sertão, et en ne dissimulant pas une certaine admiration pour le sertanejo (à l’instar de Sarmiento, qui sut rendre hommage au gaucho, à son courage, sa loyauté, son sens de l’honneur, son savoir-faire), Da Cunha présente Canudos comme une révolte de retardataires, comme une irruption du passé dans le présent, à rebours de sa propre vision linéaire de l’histoire et de l’idée de progrès. En particulier, le messianisme de Conselheiro est vu comme régression du christianisme vers son antique source, vers un stade arriéré, le judaïsme. L’on peut regretter le peu d’intérêt qu’il porte à l’organisation sociale, politique et économique de la communauté des Canudenses (si ce n’est pour en condamner la proscription de la propriété privée), mais noter d’autre part qu’il établit un lien implicite entre ce messianisme et la condition sociale des paysans et à leur exploitation ; Canudos reste néanmoins selon lui une survivance du passé, sans projection possible vers l’avenir.
La conviction de Da Cunha est que le Brésil ne peut réaliser son homogénéisation (nécessaire à sa survie en tant qu’État indépendant) que par le progrès de la civilisation. Il note en effet :
« Nous n’avons pas d’unité de race.
Nous n’en aurons, peut-être, jamais.
Nous sommes prédestinés à ne former une race historique que dans un avenir lointain, si toutefois une durée suffisamment longue de vie nationale autonome nous le permet. Sous cet aspect, nous inversons l’ordre naturel des faits. Notre évolution biologique réclame la garantie de l’évolution sociale.
Nous sommes condamnés à la civilisation.
Nous progresserons, ou nous disparaîtrons. »
Canudos fut un accès de particularisme, une singularisation, qui déroba les Canudenses à la civilisation, et qui alla ainsi à contresens de la fusion ethnico-raciale souhaitée. En ce sens aussi, Canudos fut une reflux dans le passé.
Da Cunha par ailleurs raille les peurs et les fantasmes des citadins, l’incompétence des militaires (ce ne fut pas trop en effet de quatre expéditions pour venir à bout des jagunços, les trois premières ayant échoué lamentablement à la suite d’erreurs grossières dans lesquelles on s’entêtait) et l’aveuglement des politiques. Da Cunha oppose les maladresses et la présomption des militaires à l’intelligence et aux ruses des insurgés, qui étaient parfaitement au diapason avec le milieu naturel. Les atrocités commises par les troupes républicaines sont dénoncées, et Da Cunha finalement renvoie dos à dos le mysticisme rétrograde et la modernité brutale s’imposant sans égards. Les sertanejos, chez qui, selon l’auteur, prédominerait nettement le sang tapuia (tribu indienne), et qui vécurent pendant trois siècles en cercle fermé, plongés dans un abandon complet, surent ainsi « conserver intactes les traditions du passé » et présentent aujourd’hui, écrit-il, « une remarquable uniformité, offrant l’impression d’un type anthropologique immuable » ; c’est une sous-catégorie ethnique constituée, consolidée, stable, disposant par là — à l’inverse du « métis protéiforme du littoral », type instable, fragile, « oscillant constamment entre les influences opposées d’héritages discordants » — d’une base solide le rendant réceptif à une action civilisatrice progressive. Au lieu de massacrer les révoltés de Canudos, il eût donc été plus judicieux de les instruire, par degrés, en assurant d’abord, comme préalable, la garantie de l’évolution sociale. Par ce « livre vengeur », Da Cunha entend aussi les réhabiliter.

#### Composition et écriture
Ce vaste ouvrage (six centaines de pages dans sa version française) se décompose en trois parties principales, la Terre, l’Homme, et la Lutte, où l’auteur expose, respectivement : les caractéristiques géologiques, botaniques, zoologiques, hydrographiques et climatologiques du sertão ; la vie, les coutumes, la culture orale, les travaux et la spiritualité religieuse des sertanejos, en particulier du vaqueiro, le gardian du sertão, qui concrétise le mariage de l’homme avec cette terre ; et enfin, les péripéties liées aux quatre expéditions dépêchées par les autorités contre le village dirigé par Antônio Conselheiro.
Le caractère spécifique de ce livre, qui ne se prête à aucune catégorisation hâtive, procède de l’ambition de l’auteur de donner un texte à la fois scientifique (mettant à contribution tout le savoir humain : géographie physique, botanique, climatologie, et aussi anthropologie, sociologie etc.) et littéraire (recourant au procédés du lyrisme et de l’épopée). Aussi y trouve-t-on, alliés en un singulier amalgame, expression poétique et métaphorique d’une part, et précision et rigueur scientifiques d’autre part. Le résultat en est un style d’écriture échappant à toute caractérisation, se déployant souvent en longues périodes, mobilisant antithèses et métaphores, tout en multipliant les références savantes. Il est un passage apparaît particulièrement propice à illustrer cette fusion entre science et poésie, celui où l’auteur, en évoquant tel type de paysage ondoyant du sertão, écrit que « l’observateur n’en éprouve pas moins l’impression persistante de fouler le fond récemment soulevé d’une mer morte, dont les couches rigides gardent encore l’image stéréotypée de l’agitation des ondes et des gouffres… », mais pour indiquer aussitôt après, dans le paragraphe suivant, qu’effectivement, selon les données les plus récentes de la science, cette contrée fut autrefois immergée dans l’océan et qu’elle naquit d’un soulèvement général d’une partie du continent hors des eaux…
Ce parti-pris stylistique favorise la transfiguration de la guerre de Canudos (v. ci-dessous, l’Invention du sertão) — c'est-à-dire d’un événement de l’actualité brûlante d’alors — en mythe fondateur de la nation brésilienne, mythe toutefois polyvalent et complexe, paradoxalement fondé sur un crime originel. Dans leur préface, les auteurs de la nouvelle traduction française notent :
« Os Sertões exprime le besoin de rechercher dans l’interior, dans la lutte entre barbarie et civilisation, les sources ambiguës, ou la naissance avortée de la nation. Comme s’il était nécessaire de casser l’image artificielle que l’État se donne de lui-même à partir des modèles européens ; et de découvrir, dans les contre-exemples de la violence et de l’arriération, le révélateur de la véritable identité du pays en train de se faire ou de se défaire (14). »

#### Influences
Parmi ses influences figure en bonne place le déjà mentionné Facundo de Sarmiento, de 1845, autre monument de la littérature latino-américaine, et l’on trouve aisément nombre de points d’analogies entre les deux ouvrages, à commencer par l’omniprésente polarité progrès/arriération, apparaissant ici sous les espèces du doublet barbarie/civilisation, ensuite la composition s’appuyant sur la même tripartition milieu, homme, lutte, qui n’est autre en réalité que la conception de Taine, selon laquelle chaque fait historique serait déterminé par trois conditions, la race, le milieu, le moment ; il est dès lors tentant de voir dans la pampa le pendant du sertão, dans le gaucho celui du vaqueiro, dans les fédéralistes celui des conselheiristas, dans les unitaires celui des républicains, dans les Portègnes celui des Paulistas, dans les guerres civiles argentines celui de la guerre de Canudos (sous la réserve que celles-là se prolongèrent non pas sur un an, mais sur un demi-siècle, et que ce fut un conflit généralisé, et sous d’autres réserves encore sans doute), dans les montoneros celui des jagunços ; au surplus, une même pensée racialiste entache les deux œuvres.
De façon générale, Da Cunha s’applique à charpenter partout son exposé de solides fondements théoriques, puisés dans la tradition et les découvertes les plus récentes de la science, en convoquant une pléiade d’auteurs reconnus, principalement européens, mais en donnant à ces éléments de savoir corps et vie par un lyrisme qui lui est propre.
Outre Sarmiento et Taine, et le sociologue Oliveira Martins, l’on relève la référence à Gumplowicz, cité dès l’orée du livre, qui pourvoira Da Cunha en cadres raciaux et racistes. Gumplowicz, qui s’ingéniait à aborder l’histoire humaine sous un jour naturaliste, s’attachant à en appréhender les lois constantes et inaltérables, postulait en particulier l’existence de différentes races, inégales entre elles, la race blanche occupant bien entendu le sommet de la hiérarchie, et considérait la lutte des races comme le véritable moteur de l’histoire, tout en reconnaissant cependant la nécessité de leur amalgamation. Da Cunha ne dissimule pas son aversion du métis, individu écartelé, neurasthénique, déséquilibré, un « agent de dissolution », voué à régresser vers la race inférieure.

#### L’invention du sertão
Sous le titre emblématique de Os Sertões Euclides da Cunha publie en 1902 une œuvre hybride où il entend analyser les tenants et les aboutissants de la guerre de Canudos – épisode majeur des premiers temps de la République brésilienne où, en 1897, le gouvernement envoie l'armée massacrer la communauté qui s'était formée autour d'Antônio Conselheiro.
Bardé de solides préjugés empruntés au positivisme en général et au darwinisme en particulier, l'ingénieur-journaliste envoyé comme correspondant de guerre dans le sertão de Bahia y arrivait avec une certitude absolue: la « civilisation supérieure » implantée dans les villes du littoral brésilien se trouvait, avec le mouvement messianique de Canudos, face à une survivance de la barbarie et du fanatisme qui devait être éradiquée comme l'avait été la Vendée en France. Le métissage intense qui s'était pratiqué à l'intérieur du pays plusieurs siècles durant, n'avait pas abouti aux « aberrations » propres aux villes du littoral où, selon les théories anthropologiques en vogue, les croisements génétiques entre blancs, Indiens, et noirs n'avaient favorisé que les traits les plus négatifs de chacune de leurs composantes. Dans le sertão, au contraire, aurait surgi une « race » homogène, qui n'était pas « dégénérée » sur le plan physique, mais tout juste mentalement et spirituellement « rétrograde ».
Toutefois, confronté à  la réalité de la campagne militaire, puis du fait de la réflexion qui  s'ensuivit au cours des trois années indispensables pour la mise en forme de son livre, l'écrivain finissait par rédiger l'épopée des vaincus dont il brossait un portrait quelque peu nuancé.
Ce portrait qu'Euclides propose du paysan du sertão se fonde sur ce qu'il qualifie de « servage inconscient » résultant de son isolement dans un milieu où l'élevage extensif du bœuf est la seule activité possible, et alors que les propriétaires des terres et du bétail en sont absents. Vêtu de cuir de pied en cap, cavalier sans prestance mais d'une efficacité hors pair en particulier dans ces vaquejadas où il s'agit de rassembler les troupeaux et d'identifier chaque tête de bétail, le vaqueiro du sertão est vu comme l'antithèse du gaucho des pampas du sud. C'est une force de la nature, mais rudimentaire et sans prestige, abandonnée à elle-même, et donc psychologiquement fragile face à d'éventuelles manipulations faisant fond sur sa religiosité primitive.
Dès sa parution, Os Sertões soulevait l'enthousiasme des milieux lettrés de Rio qui y voyaient le livre clef expliquant le « problème brésilien » : isolé du littoral ouvert à toutes les influences délétères venues de l'extérieur, le sertão aurait servi de creuset où se forgeait une « race » métisse forte dont le courage s'était trempé dans la lutte  permanente contre un milieu hostile; et cette nature difficile à pénétrer, tout en maintenant ces « barbares » à l’écart à la fois du « progrès » et des aberrations de la « civilisation », avait permis que perdurent de solides traditions indispensables à la cohésion sociale. Mais la médaille avait son revers : à en croire Euclides da Cunha, le métissage des croyances aboutissait à un mysticisme extravagant réunissant « l'anthropomorphisme de l'Indien, l'animisme de l'africain, et l'état émotionnel de la race supérieure à l'époque de la découverte et de la colonisation ». Et l'écrivain définissait cet « état émotionnel » comme fortement empreint de toutes les superstitions dont le peuple portugais se nourrissait alors – et tout particulièrement le sébastianisme.    
Au bout du compte, l'âme des gens simples du sertão serait « inerte face aux influences qui l'agitent » et au gré de ces influences, elle déboucherait sur la « brutalité extrême » autant que sur ce qu'Euclides qualifie de transfiguration par la foi – traduisons : la canalisation vers le « bien » éclairée par le catholicisme des clercs. Et toujours selon son analyse, le délire du fanatisme constituait la règle, et l'idéal de la « transfiguration », l'exception.
Ainsi, en fonction d'une démonstration qui se voulait « scientifique » et « historique », le sertão apparaissait-il comme l'espace intact où résidait « la roche vive de la  race », le noyau central du Brésil  sur qui il importait de faire fond pour édifier une nationalité authentique. Comme si les contradictions culturelles entre le sertão porteur d'une synthèse des forces vives issues de l'histoire, et la « civilisation » factice du littoral héritière de la colonisation, tournée vers l'Europe et l'Atlantique, pouvaient se résoudre dans une troisième voie : celle de l'intégration politique de ces « rudes compatriotes » provisoirement écartés du « progrès » et « plus étrangers dans ce pays que les immigrés européens ». Et Euclides d'en conclure: plutôt que l'armée, il aurait mieux valu envoyer des maîtres d'école aux sertanejos fourvoyés dans la barbarie.
Le livre d'Euclides da Cunha cristallisait de la sorte une « invention » du sertão que les générations précédentes avaient ébauchée, dans leur intérêt pour un régionalisme quelque peu fantaisiste. Mais alors que dans la fiction romanesque antérieure, le milieu naturel faisait surtout fonction de décor dans lequel évoluaient les personnages, chez Euclides il était devenu objet d'étude. Quant aux descriptions de ce milieu naturel de l'intérieur de l'état de Bahia elles acquéraient, du fait de l'énorme succès de Os Sertões, une valeur paradigmatique, au point que l'on peut considérer ce livre comme la référence à partir de laquelle le terme de sertão se spécialise comme emblématique du paysage des caatingas du Nordeste marqué par l'élevage extensif et la « civilisation du bœuf ».
Par ailleurs cette « invention » prenait forme dans une œuvre hybride où la veine littéraire exploitant le sertão comme objet de fiction convergeait avec les travaux à visée scientifique résultant d'expéditions menées sur le terrain par des voyageurs étrangers, des ingénieurs militaires ou des fonctionnaires du gouvernement mandatés pour  reconnaître le territoire et récolter des données sur lesquelles établir d'éventuelles stratégies d'intégration.
De cette convergence surgissait l'ossature d'un mythe qui se maintiendrait jusqu'à nos jours en se nourrissant d'une dynamique au cours de laquelle au moins trois grandes figures se détacheraient :
- le retirante (le migrant) victime du système social aggravé par les conditions climatiques marquées par le retour cyclique de la sécheresse avec son cortège  de malheurs ;
- le cangaceiro (et le jagunço, sa version dans le plateau central et la région de Minas Gerais notamment), expression brésilienne du « banditisme social » ;
- le beato, leader messianique cristallisant sur sa personne les attentes suscitées par une religiosité primitive que le catholicisme romain tenterait de canaliser à son profit.        

### Autres écrits
1884
- Cunha, Euclides da. Em viagem: folhetim. O Democrata, Rio de Janeiro, 4 avril 1884.

1887
- A flor do cárcere. Revista da Família Acadêmica, Rio de Janeiro, 1 (1): 10, novembre 1887.

1888
- A Pátria e a Dinastia. A Província de São Paulo, 22 décembre 1888.
- Críticos. Revista da Família Acadêmica, Rio de Janeiro, 1(7): 209-213, mai 1888.
- Estâncias. Revista da Família Acadêmica, Rio de Janeiro, 1 (10): 366, oct. 1888.
- Fazendo versos. Revista da Família Acadêmica, Rio de Janeiro, 1(3): 87-88, janvier 1888.
- Heróis de ontem. Revista da Família Acadêmica, Rio de Janeiro, 1(8): 227-8, jun. 1888.
- Stella. Revista da Família Acadêmica, Rio de Janeiro, 1(9): 265, jul. 1888.

1889
- Atos e palavras. A Província de São Paulo, 10-12, 15, 16, 18, 23, 24 janvier 1889.
- Da corte. A Província de São Paulo, mai 1889.
- Homens de hoje. A Província de São Paulo,  22 et 28 jun. 1889.

1890
- Divagando. Democracia, Rio de Janeiro, 26 avril 1890.
- Divagando. Democracia, 24 mai 1890.
- Divagando. Democracia, 2 jun. 1890.
- O ex-imperador. Democracia,  3 mars 1890.
- Sejamos francos. Democracia, Rio de Janeiro, 18 mars 1890.

1892
- Da penumbra. O Estado de São Paulo, 15, 17 et 19 mars 1892.
- Dia a dia. O Estado de São Paulo, 29 et 31 mars 1892.
- Dia a dia. O Estado de São Paulo, 1-3, 5-8, 10, 13, 17, 20, 24 et 27 avril 1892.
- Dia a dia. O Estado de São Paulo, 1, 8, 11, 15, 18 et 22 mai 1892.
- Dia a dia. O Estado de São Paulo, 5, 12, 22 et 29 jun. 1892.
- Dia a dia. O Estado de São Paulo, 3 et 6 jul. 1892.
- Instituto Politécnico. O Estado de São Paulo, 24 mai 1892.
- Instituto Politécnico. O Estado de São Paulo, 1er jun. 1892.

1894
- A dinamite. Gazeta de Notícias, Rio de Janeiro, 20 février 1894.

1897
- A nossa Vendeia. O Estado de São Paulo, 14 mar. 1897 et 17 jul. 1897.
- Anchieta. O Estado de São Paulo, 9 jun. 1897.
- Canudos: diário de uma expedição. O Estado de São Paulo, 18 et 22-29 août. 1897.
- Canudos: diário de uma expedição. O Estado de São Paulo, 1, 3, 9, 12, 14, 21, 26 et 27 sept. 1897.
- Canudos: diário de uma expedição. O Estado de São Paulo, 11-13, 20, 21 et 25 oct. 1897.
- Distribuição dos vegetais no Estado de São Paulo. O Estado de São Paulo, 4 mar. 1897.
- Estudos de higiene: crítica ao livro do mesmo título do Doutor Torquato Tapajós. O Estado de S. Paulo, 4, 9 et 14 mai 1897.
- O Argentaurum. O Estado de S. Paulo, 2 jul. 1897.
- O batalhão de São Paulo. O Estado de S. Paulo, 26 oct. 1897.

1898
- O "Brasil mental". O Estado de S. Paulo, 10-12 jul. 1898.
- Excerto de um livro inédito. O Estado de S. Paulo, 19 janvier 1898.
- Fronteira sul do Amazonas. O Estado de S. Paulo, 14 novembre 1898.

1899
- A guerra no sertão [fragmento]. Revista Brasileira, Rio de Janeiro, 19 (92/93): 270-281, août/septembre 1899.

1900
- As secas do Norte. O Estado de S. Paulo, 29, 30 oct. 1900 et 1er novembre 1900.
- O IVo Centenário do Brasil. O Rio Pardo, São José do Rio Pardo, 6 mai 1900.

1901
- O Brasil no século XIX. O Estado de S. Paulo, 31 janvier 1901.

1902
- Ao longo de uma estrada. O Estado de São Paulo, São Paulo, 18 janvier 1902.
- Olhemos para os sertões. O Estado de São Paulo, São Paulo, 18 et 19 mars 1902.

1903
- Viajando… O Estado de São Paulo, São Paulo, 8 septembre 1903.
- À margem de um livro. O Estado de São Paulo, São Paulo, 6 et 7 novembre 1903.
- Os batedores da Inconfidência. O Estado de São Paulo, São Paulo, 21 avril 1903.
- Posse no Instituto Histórico. Revista do Instituto Histórico e Geográfico Brasileiro, Rio de Janeiro, 66 (2): 288-93, 1903.

1904
- A arcádia da Alemanha. O Estado de São Paulo, 6 août 1904.
- Civilização. O Estado de São Paulo, 10 jul. 1904.
- Conflito inevitável. O Estado de São Paulo, 14 mai 1904.
- Contra os caucheiros. O Estado de São Paulo, 22 mai 1904.
- Entre as ruínas. O Paiz, Rio de Janeiro, 15 août 1904.
- Entre o Madeira e o Javari. O Estado de São Paulo, 29 mai 1904.
- Heróis e bandidos. O Paiz, Rio de Janeiro, 11, jun. 1904.
- O marechal de ferro. O Estado de São Paulo, 29 jun. 1904.
- Um velho problema. O Estado de São Paulo, 1er mai 1904.
- Uma comédia histórica. O Estado de São Paulo, 25 jun. 1904.
- Vida das estátuas. O Paiz, Rio de Janeiro, 21 jul. 1904.

1905
- Rio abandonado: o Purus. Revista do Instituto Histórico e Geográfico Brasileiro, Rio de Janeiro, 68 (2): 337-89, 1905.
- Os trabalhos da Comissão Brasileira de Reconhecimento do Alto Purus [Entrevista]. Jornal do Commercio, Manaus, 29 oct. 1905.

1906
- Relatório da Comissão Mista Brasileiro-Peruana de Reconhecimento do Alto Purus: 1904-1905. notas do comissariado brasileiro. Rio de Janeiro: Ministério das Relações Exteriores, 1906. 76 p. cartes.
- Da Independência à República. Revista do Instituto Histórico e Geográfico Brasileiro, 69 (2): 7-71, 1906.
- Os nossos "autógrafos". Renascença, Rio de Janeiro, 3 (34): 276, déc. 1906.

1907
- Contrastes e confrontos. Pref. José Pereira de Sampaio (Bruno). Porto: Empresa Literária e Tpográfica, 1907. 257 p.
- Contrastes e confrontos. 2. ed. ampliada. Estudo de Araripe Júnior. Porto: Empresa Literária e Tipográfica, 1907. 384 p. il.
- Peru 'versus' Bolívia. Rio de Janeiro: Jornal do Commercio, 1907. 201 p. il.
- Castro Alves e seu tempo. Jornal do Commercio, Rio de Janeiro, 3 décembre 1907.
- Entre os seringais. Kosmos, Rio de Janeiro, 3 (1), janvier 1906.
- O valor de um símbolo. O Estado de São Paulo, 23 décembre 1907.

1908
- La cuestión de limites entre Bolívia y el Peru. trad. Eliosoro Vilazón. Buenos Aires: Cia Sud-Americana de Billetes de Banco, 1908.
- Martín Garcia. Buenos Aires: Cori Hermanos, 1908. 113 p.
- Numa volta do passado. Kosmos, Rio de Janeiro, 5 (10), oct. 1908.
- Parecer acerca dos trabalhos do Sr. Fernando A. Gorette. Revista do Instituto Histórico e Geográfico Brasileiro, Rio de Janeiro, 71 (2): 540-543, 1908.
- A última visita. Jornal do Commercio, Rio de Janeiro, 30 sept. et 1er octobre 1908.

1909
- Amazônia. Revista Americana, Rio de Janeiro, 1 (2): 178-188, novembre 1909.
- A verdade e o erro: prova escrita do concurso de lógica do Ginásio Nacional [17 mai 1909]. Jornal do Commercio, Rio de Janeiro, 2 jun. 1909.
- Um atlas do Brasil: último trabalho do Dr Euclides da Cunha. Jornal do Commercio, Rio de Janeiro, 29 août 1909.

Œuvres posthumes
- À margem da história. Porto: Chardron, Lello, 1909. 390 p. il.

1975
- Caderneta de campo. Introd., notas e coment. por Olímpio de Souza Andrade. São Paulo, Cultrix; Brasília, INL, 1975. xxxii, 197 p. il.
- Canudos: diário de uma expedição. Introd. de Gilberto Freyre. Rio de Janeiro: José Olympio, 1939. xxv, 186 p. il.
- Ondas. Recueil de poésies écrites par Euclides da Cunha en 1883, publiées en 1966, dans Obra Completa de Euclides da Cunha, par la maison d'éd. Editora Aguilar, et en volume séparé en 2005, par les éd. Martin Claret, avec une préface de Márcio José Lauria.